# Коренное (Воронежская область)
Коренное — село в Калачеевском районе Воронежской области. Административный центр Коренновского сельского поселения.

## География
Село расположено в 45 км от районного центра, на реке Манина, вблизи границы с Волгоградской областью.

## История
Возникло село Коренное в XVIII веке.
С 1716 по 1751 годы верховья реки Маниной находились в сфере деятельности Калачеевской сотни. Восточная граница сотенных владений была наиболее тревожной ввиду прохождения по верхнее-манинским степям Большой Ногайской сакмы. Лишь после улучшения военно-политической обстановки на юге России в середине XVIII века происходит колонизация степных пространств, прилегающих к сакме.
В 1751 году верховья реки Маниной переходят во владение Калачеевского сотника Ивана Стефановича Лисаневич. Между 1753—1758 годами сотник поселяет вблизи Коренновского яра несколько семей казаков-подпомошников. Первоначально поселение называлось хутором Манинским, в котором в девяти дворах проживало 32 человека.
После реорганизации Острогожского казачьего полка сотнику присваивается звание секунд-майора. В этот период за хутором закрепляется второе название — хутор Майорский. Между 1765—1780 годами на хуторе появляются переселенцы с Украины. По данным 1782 года, на хуторе было 33 двора, с населением 207 душ — 100 мужского и 107 женского пола.
В начале XIX века из слободы Березовки на хутор Майорский переселено ещё несколько десятков человек. Сын сотника — действительный статский советник Василий Иванович Лисаневич — разделяет Березовскую и Манинскую вотчины между детьми. Хутора Березова яра были отданы дочерям, а слобода Березовка и хутор Манинский разделены между сыновьями Сергеем, Иваном и Алексеем. Часть селения, принадлежащая капитану лейб-гвардии Конно-Егерского полка Сергею Лисаневичу, стала называться хутором Коренным. Происхождение названия исходит, по всей вероятности, от одноименного ему леса-самого большого по площади из всех местных лесов. Вторая часть селения, принадлежащая ротмистру Елизаветинского гусарского полка Алексею Лисаневичу, стала называться хутором Нескучным. Название хутора, по словам старожилов, произошло в результате того, что здесь обычно помещики Лисаневича, любили проводить своё время в охоте на дикого зверя, рыбной ловле и просто в хмельном разгуле. Вниз по реке Манине из коренновских крестьян был образован хутор Благовещенский, принадлежащий полковнику лейб-гвардии Драгунского полка Ивану Лисаневичу. В 1786 году В. И. Лисаневич купил у бригадира Егора Ивановича Шевича несколько семей крестьян великороссов, которые первоначально проживали в качестве дворовых при панском доме в Калаче. В начале XIX века они были переселены в Коренновскую вотчину. Происходили же они из Игорецкой округи Пензенского наместничества. Войдя в отставку Сергей Лисаневич поселился в хуторе Коренном. При его содействии начинает строиться церковь, открывается кирпичный завод, конный завод верховой и рысистой пород. Панщину крестьяне отбывали в течение трех дней в неделю, в воскресенье отдыхали. Воскресенская церковь была открыта в 1856 году — в год смерти Сергея Лисаневича. Так как он был холост, то его поместье было разделено между братьями. По духовному завещанию пана Сергея несколько десятков крестьян и дворовых людей были отпущены на волю.
В 1858 году у Алексея Лисаневича в хуторах Нескучном и Коренном было 61 человек дворовых и 530 крестьян-малороссов. Иван Лисаневич в Коренном владел 80 человеками дворовых и 187 крестьянами. Хутор Коренной имел 70 дворов, хутор Нескучный — 55 дворов. После отмены крепостного права в 1861 году бывшие подданные Ивана Лисаневича, проживающие в хуторе Благовещенском, добровольно переселяются в хутора Коренной и Нескучный. Селения значительно возрастают, в последующих документах они уже именуются слободой Коренной. Образуется Коренновская ратуша и волостное управление. Жителям слободы помещики подарили по 1,2 десятины земли на каждую ревизскую мужскую душу. Общий надел составил 718 десятин, включая усадебную землю, пашню, выгон и неудобья. Первоначально земли хватало, но дальнейший рост населения и образование новых хозяйств вынуждало крестьян арендовать землю у помещиков, за которыми осталось 8000 десятин земельных угодий, причем самой плодородной пашни, лугов, рек, лесов. В наиболее бедственном положении оказались бывшие дворовые, которые вообще не наделялись землей. Перебиваясь случайными заработками, нанимаясь в батраки и уходя на сезонные работы в Донбасс, на Кубань и в промышленные центры, бывшие дворовые и примкнувшие к ним беднейшие слои крестьянства впоследствии стали носителями революционного духа и бунтарских настроений. В 1869 году в слободе была открыта трехклассная земская школа, в которой первоначально обучалось 28 мальчиков. Учителем стал работать Владимир Николаевич Николаев, законоучителем — священник Иван Ефимович Поярков. Земельные угодья Ивана Васильевича Лисаневича составляли 4048 десятин. Благовещенский участок был разделен между его дочерьми Еленой, Магдалиной и Варварой. Коренновские земли, доставшиеся ему от брата Сергея, перешли во владение его сына поручика лейб-гвардии Драгунского полка Василия Ивановича Лисаневича, после смерти которого имение унаследовали его жена Елизавета Николаевна и малолетний сын Иван. Земельные угодья Алексея Лисаневича в количестве 3957 десятин переходят его младшему сыну — корнету Елизаветградского гусарского полка Дмитрию Лисаневичу. Дмитрий продает земли, расположенные по Черемховой горе, корнету Волкову Евгению Николаевичу, а остальную часть владений покупает Андрей Алексеевич Раевский.
По данным 1890 года, в слободе Коренной было 286 дворов с населением 1676 человек-малороссов — 880 мужчин и 796 женщин. Учащихся и грамотных было 197 мужчин и 7 женщин. В батраки нанимались 27 человек. Крестьяне имели 280 лошадей, 47 жеребят, 360 волов, 235 коров, 160 голов гулевого скота, 206 телят, 1270 овец и 298 свиней. В 11 хозяйствах было 112 ульев. Действовало три торговых и 24 промышленных заведения. Крестьянский надел составлял 718 десятин, арендовалось 1353 десятины помещичьей земли, из которой 143 десятины пашни, 390 десятин луга, остальная выгон.
Поместье Елизаветы Николаевны Лисаневич находилось в бывшем имении Сергея Лисаневича. Выйдя замуж за генерала Евгения Никифоровича Ширинкина, она уехала к месту службы мужа в Тифлис. Управляющим имения был назначен Валериан Юсевич. Корнет Е. Н. Волков свои земли по недорогой цене продал крестьянскому обществу. Поработав некоторое время учителем в школе, он покинул слободу Коренную. Наталья — дочь Андрея Алексеевича Раевского вкладывала большие средства в благотворительную деятельность. При её содействии была открыта школа в хуторе Благовещенском, строится новая школа в слободе Коренной, обустраиваются улицы, строятся мосты, открывается фельдшерский пункт. Крестьяне слободы Коренной приняли активное участие в первой Российской революции 1905—1907 годов. В 1905 году в слободе было 349 дворов с населением 2958 человек. Как сказано выше, своей земли им не хватало. К осени 1905 года в Коренной образуется отряд в количестве 30 человек, во главе которого стали Тарас Сиденко и Егор Ивченко. Отряд был вооружен ружьями, винтовками, револьверами, членов отряда называли «оружейниками». Они ставили своей целью изгнание помещиков и раздел их земель между крестьянами. В октябре «оружейники» сжигают помещичьи скирды, кирпичный завод, сторожки лесной стражи и отдельные хозяйственные постройки. Отряд организует массовую порубку леса, в ходе которой произошло вооруженное столкновение с казаками, Один казак был убит, второй ранен. Казачий отряд вместе со стражниками и урядниками убежал из Коренной. Отряд «ружейников» возрастает до 50 человек. Коренновцы сжигают владельческие хутора Колодези и Аверин. К коренновцам примыкают жители хутора Успенского и села Краснополья Хоперского округа Области войска Донского.
Совместно они уничтожают и сжигают поместья успенского помещика Щукина. В декабре 1905 года крестьяне трех селений нападают на имение Елизаветы Николаевны Лисаневич-Ширинкиной. Усадьба подвергается полному разгрому. Весь скот, сельхозпродукты и инвентарь восставшие поделили между собой. Господский дом и хозяйские постройки были сожжены. Через несколько дней была сожжена и разгромлена усадьба Натальи Андреевны Раевской-Вальронд.
В планы восставших входил и разгром хутора Благовещенского. По хутору были разбросаны письма с угрозами, в которых хуторянам предлагалось убраться. Вместе с хуторянами и встревожились торговцы и промышленники слободы Маниной, которым тоже обещали сжечь их лавки и мельницы. Власти срочно направляют в Коренную карательный отряд казаков, к которому присоединяются жители слободы Маниной. Вошедшие в Коренную каратели произвели массовую порку участников восстания. А в начале января 1906 года в Острогожский окружной суд этапом было отправлено 188 человек наиболее активных участников восстания. Несколько десятков человек из слободы Коренной, хутора Успенского и села Краснополья, были приговорены к каторжным работам остальные, получили различные сроки тюремного заключения.
В канун первой мировой войны в Коренной было 365 дворов с населением 2220 человек малороссов — 1150 мужчин и 1070 женщин. Здесь действовало 20 промышленных и пять торговых предприятий. Ежегодно 19 февраля собиралась ярмарка. В школе обучалось 110 мальчиков и 40 девочек.

## Население
| 1859 | 1897  | 2010 | 2012 | 2013 | 2014 | 2015 |
| ---- | ----- | ---- | ---- | ---- | ---- | ---- |
| 511  | ↗1702 | ↘682 | ↘654 | ↘627 | ↘604 | ↘590 |
| 2016 | 2017  | 2018 |      |      |      |      |
| ↘571 | ↘556  | ↘553 |      |      |      |      |